# Provincia Kazahstanul de Est
Kazahstanul de est este o regiune a Kazahstanului. Ea se întinde pe suprafața de 283.300 km², are o populație de 1,418,300 locuitori cu o densitate de 5 loc./km². Kazahii alcătuiesc 55% din populație, iar rușii - 42%. In estul provinciei se află munții Altai, iar în vest - stepa kazahă.
Provincia este situată în estul țării, ea se învecinează cu China (Xinjiang) la est, și cu Rusia (republica Altai și kraina Altai) la nord, nord-est, și cu provinciile kazahe Karagandy (vest), Pavlodar (nord-vest) și cu Almaty (sud). Aici trece râul Irtâș, iar in centrul provinciei se afla lacul Zaysan.